# Персидская кошачья акула
Персидская кошачья акула (лат. Chiloscyllium arabicum) — вид акул род азиатских кошачьих акул одноимённого семейства отряда воббегонгообразных. Эти акулы обитают в Индийском океане на глубине до 100 м. Максимальный зарегистрированный размер 78 см. У этих акул удлинённое тело ровного коричневого цвета. Рацион состоит из костистых рыб и беспозвоночных. Они размножаются, откладывая яйца. Новорожденные появляются на свет спустя 70—80 дней. Хорошо уживаются в неволе. В качестве прилова иногда попадаются при коммерческом рыбном промысле.

## Таксономия
Прежде чем в 1980 году было дано первое корректное научное описание персидских кошачьих акул, их ошибочно считали серыми кошачьими акулам, хотя нет точных данных, пересекаются ли ареалы этих видов.

## Ареал
Персидские кошачьи акулы обитают в северной части Индийского океана. Они распространены от Персидского залива до прибрежных вод Пакистана, а также у западного побережья Индии. В Персидском заливе они встречаются в большом количестве весной и летом, в это время они редко попадаются в водах Индии и Омана. Эти придонные акулы предпочитают держаться на коралловых рифах, в лагунах, у скалистых берегов или в мангровых эстуариях на глубине от 3 до 100 м.

## Описание
У персидских кошачьих акул тонкое цилиндрическое тело без латеральных выступов, однако перед и между спинными плавниками имеются выступы, расположенные дорсально. Голова лишена латеральных складок кожи. Рыло толстое и закруглённое, предротовое расстояние составляет 3 % от длины тела. Глаза расположены дорсолатерально. Вокруг глаз имеются слегка приподнятые гребни. Подвижное верхнее веко и окологлазничные впадины отсутствуют. Глаза довольно крупные, их длина составляет 1,4—1,8 % длины тела. Позади глаз имеются крупные брызгальца. Жаберные щели маленькие, пятая и четвёртая жаберные щели расположены близко друг к другу. Ноздри расположены на некоторой дистанции от кончика рыла и обрамлены удлинёнными усиками. Внешний край назальных выходных отверстий окружён складками и бороздками. Маленький почти поперечный рот расположен перед глазам и сдвинут к кончику рыла. Нижние губные складки соединяются с подбородком посредством кожных складок. Нижние и верхние зубы не имеют чётких различий, оснащены центральным остриём и несколькими латеральными зубчиками. Имеются 26—35 верхних и 21—32 нижних зубных рядов.
Расстояние от кончика рыла до грудных плавников равно 16,1—19,6 % длины тела. Грудные и брюшные плавники маленькие, широкие и закруглённые. Первый спинной плавник чуть больше второго. Шипы у их основания отсутствуют. Расстояние между их основаниями сравнительно велико, в 2 раза превышает длину основания первого спинного плавника и равно 8,7—14,5 % длины тела. Основание первого спинного плавника расположено позади основания брюшных плавников. Высота первого и второго спинных плавников равна 4,3—8,4 % и 4,2—7,1 % длины тела соответственно. Основание длинного, невысокого и килеобразного анального плавника расположено позади основания второго спинного плавника. Расстояние от кончика рыла до анального отверстия составляет 33,1—36,3 % длины тела. Дистанция между анальным отверстием и кончиком хвостового плавника равна 61—67,6 % длины тела. Хвостовой плавник асимметричный, верхняя лопасть не возвышается над апексом туловища, у её края имеется вентральная выемка. Нижняя лопасть неразвита. Латеральные кили и прекаудальная ямка на хвостовом стебле отсутствуют. Общее число позвонков 141—175. Окраска ровного жёлто-коричневого цвета, у молодых акул на кончиках плавников имеются тусклые светлые пятна.

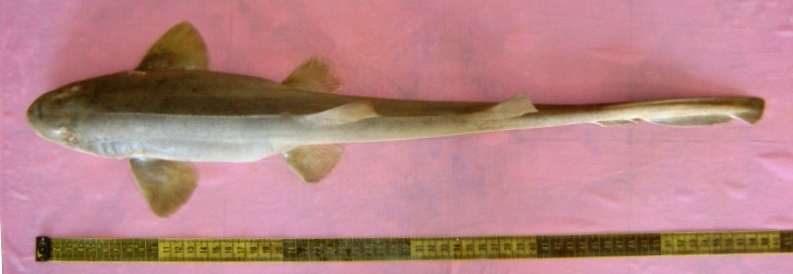
Персидская кошачья акула (вид сверху)

## Биология
Персидские кошачьи акулы часто встречаются внутри подводных расщелин и пещер. Они охотятся на костистых рыб, в том числе на острохвостых угрей, и беспозвоночных, включая ротоногих, креветок, крабов, брюхоногих и эхиурид. Эти акулы способны долго находиться на воздухе. Они размножаются, откладывая яйца. Цикл воспроизводства длится 6 месяцев. За размножением персидских кошачьих акул удалось понаблюдать в неволе: самец хватает самку ртом за грудной плавник, затем вставляет один птеригоподий в её клоаку и оставляет там в течение 5—15 минут. Если в брачном ритуале участвует несколько самцов, они кусают конкурентов за птеригоподии. За год самки откладывают в среднем 33 яйца, заключенные в капсулу, по 4 за одну кладку. Интервал между откладыванием яиц в ходе одной кладки составляет от 20 минут до 2 дней. 7 % яиц бесплодны. Капсулы, в которые заключены яйца, оснащены клейкими усиками, позволяющими им прикрепиться к кораллам. При температуре 24 °C спустя 70—80 дней из них вылупляются новорожденные длиной около 10 см. Половая зрелость наступает при достижении длины 45—54 см.

## Взаимодействие с человеком
Маленькие и безобидные персидские кошачьи акулы подходят для содержания в частных аквариумах. Их ловят с целью дальнейшей продажи любителям, что, скорее всего, не оказывает негативного воздействия на популяцию. Мясо и плавники можно использовать в пищу, однако из-за небольшого размера пойманных в качестве прилова акул чаще выбрасывают за борт. Наибольшую опасность для персидских кошачьих акул представляет ухудшение условий среды обитания: разрушение рифов в процессе донного траления, прибрежная мелиорация (например, создание искусственных островов в ОАЭ), возведение турецких дамб в речной системе Тигр-Евфрат, осушение болот в Ираке и разливы нефти. Международный союз охраны природы присвоил этому виду статус сохранности «Близкий к уязвимому положению».